# James Gordon Farrell
James Gordon Farrell, auch JG Farrell (geboren 25. Januar 1935 in Liverpool; gestorben 11. August 1979 in der Bantry Bay, County Cork, Irland), war ein irisch-britischer Schriftsteller, der vor allem bekannt wurde durch seine historischen Romane der Empire Trilogy. 

## Leben
Sein Vater Bill war ein Engländer, der als Buchhalter in Liverpool arbeitete und als Manager oft in den Fernen Osten und nach Indien reiste. Seine Mutter Jo war Irin; die Familie zog im Jahr 1945 nach Irland um. Diese geografischen Zusammenhänge haben ihn später in seinem Schaffen beeinflusst. Farrell hat einmal bemerkt, dass er in Irland für einen Engländer gehalten wurde, in England für einen Iren.
Um die Mitte der 1950er-Jahre reiste er nach Kanada, wo er sieben Monate lang verschiedene Berufe ausübte. Nach der Rückkehr aus Kanada begann er Jura in Oxford auf dem Brasenose College zu studieren. Auf der Universität war er ein leidenschaftlicher Sportler, erkrankte jedoch an Kinderlähmung. Unter den Folgen dieser Erkrankung litt er sein ganzes Leben. Diese Erfahrung inspirierte ihn zum Buch The Lung; das Motiv der Krankheit (in verschiedenen Formen) kommt in allen seinen Romanen vor. Das Studium schloss er im Jahr 1960 ab. Er studierte auch Französisch und Spanisch; zwei Jahre arbeitete er in Frankreich als Sprachlehrer.
Sein erstes Werk A Man From Elsewhere (Der Mann von anderswo) ist im Jahr 1963 erschienen. Dieses Buch bescherte ihm ein zweijähriges Stipendium in New York. Er schätzte dieses Werk jedoch später nur gering ein. Im Jahr 1965 folgten der im Grunde autobiografische Roman The Lung (Die Lunge) und 1967 ein nicht erfolgreiches experimentales Werk A Girl in the Head (Mädchen im Kopf).
Sein Hauptwerk ist die so genannte Empire Trilogy, in der Farrell sich mit dem Zerfall des britischen Imperiums befasst. Sie besteht aus Troubles, 1970, über Unruhen in Irland in den Jahren 1919–1921, The Siege of Krishnapur, 1973, über den Sepoy-Aufstand in Indien in den Jahren 1857/1858 – für dieses Buch erhielt er den Booker Prize – und The Singapore Grip, 1978, über den Fall von Singapur im Zweiten Weltkrieg. Deutsche Übersetzungen der Trilogie erschienen erstmals 2013, 2015 und 2017.
Bei der Übergabe des Booker-Preises 1973 beschuldigte Farrell den Hauptsponsor des Preises, die Firma Booker-McConnell, der Ausbeutung ihrer schwarzen Arbeiter in der Karibik.
Im März 1979 zog er auf die Sheep's Head-Halbinsel in Irland um, wo er am 11. oder 12. August beim Angeln in der Bantry Bay ertrank; eine Welle spülte ihn ins offene Meer, Farrell konnte wegen seiner früheren Polio-Erkrankung nicht gut schwimmen. Er starb, erst 44 Jahre alt, gerade zu der Zeit, als er seinen Stil gefunden hatte und begann, berühmt zu werden. Er ist auf dem Friedhof der St. James's Church in Durrus begraben.
Als Lektor des Verlags Hutchinson entdeckte er die Begabung von Beryl Bainbridge.

## Literarische Charakteristik
Charakteristisch für sein literarisches Schaffen ist ein detailliertes Studium der historischen Quellen und ihre umfassende Ausschöpfung (beim Schreiben von The Siege of Krishnapur hat er zum Beispiel viele indische Gerichte gegessen). 
Er lehnte zeitgenössische literarische Experimente ab, die er als Selbstzweck empfand. Man kann sagen, dass seine besten Romane eigentlich aus einer Folge von absurden und pittoresken Lagen und Situationen gebildet sind. Viele Passagen sind meisterhaft humoristisch. Seine Helden betrachtete er mit verständnisvoller Ironie.

## Ehrungen
- 1971: Geoffrey Faber Memorial Prize für den Roman Troubles
- 1973: Booker Prize für den Roman The Siege of Krishnapur
- 2010: Lost Man Booker Prize für das Jahr 1970 für Troubles (posthum)

## Werke
Prosa
- A Man From Elsewhere. A Novel, 1963.
- The Lung, 1965.
- A Girl in the Head, 1967.
- Troubles, 1970 (Empire Trilogy 1).
  - Troubles. Übersetzung Manfred Allié. Matthes & Seitz, Berlin 2013. ISBN 978-3-88221-029-3.
- The Siege of Krishnapur, 1973 (Empire Trilogy 2).
  - Die Belagerung von Krishnapur. Übersetzung Grete Osterwald, Nachwort Pankaj Mishra. Matthes & Seitz, Berlin 2014. ISBN 978-3-95757-078-9.
- The Singapore Grip, 1978 (Empire Trilogy 3).
  - Singapur im Würgegriff. Übersetzung Manfred Allié. Berlin : Matthes & Seitz, 2017, ISBN 978-3-95757-251-6.
- The Hill Station. An Unfinished Novel, and, an Indian Diary, 1981.

Briefe und Tagebücher
- Lavinia Greacen (Hrsg.): J. G. Farrell in His Own Words. Selected Letters and Diaries, 2009.

## Verfilmungen
Troubles wurde 1988 von Christopher Morahan verfilmt. 